# Sakari Virkkunen
Veli Niilo Sakari Virkkunen (till 1935 Snellman), född 29 maj 1925 i Karttula, död 22 mars 2000 i Helsingfors, var en finländsk journalist och författare.
Virkkunen blev politices magister 1950, var chefredaktör för Ylioppilaslehti 1951–1954 och övergick därefter till Suomen Kuvalehti, där han var redaktionssekreterare 1955–1967, redaktionschef 1968–1972 samt specialredaktör och kolumnist 1973–1986. Han författade populärt hållna biografier bland annat över prästen och politikern Elias Simojoki (1974), ärkebiskop Martti Simojoki (1977) samt presidenterna Kaarlo Juho Ståhlberg (1978), Lauri Kristian Relander (1979), Pehr Evind Svinhufvud (1981), Kyösti Kallio (1983), Risto Ryti (1985) och Gustaf Mannerheim (1989).